# 加世田美智久
加世田 美智久（かせだ みちひさ、1969年4月24日 - ）は、宮崎県北諸県郡高崎町（現：都城市）出身の元プロ野球選手（投手）。

## 来歴・人物
都城高でエースを務め、卒業後は家業を継ぐために自動車整備の専門学校へ進学予定であったが1987年のプロ野球ドラフト会議で西武ライオンズから4位指名を受け入団。
カーブ、ナックルが持ち味の投手で、プロ4年目の1991年に一軍初登板を果たした。しかし、翌1992年限りで現役を引退。
現役引退後は西武に残り打撃投手を務め、2010年に退団した。打撃投手時代の背番号は05番。
西武退団後は熊澤とおるが開設した入間市・入間ショッピングプラザ サイオス内の野球教室「リアル・ベースボール・アカデミー」でコーチを務めている。熊沢が西武の打撃コーチを務めていた際、加世田がもっとも信頼のおける打撃投手であったという。

## 詳細情報

### 年度別投手成績
| 年 度     | 球 団     | 登 板 | 先 発 | 完 投 | 完 封 | 無 四 球 | 勝 利 | 敗 戦 | セ 丨 ブ | ホ 丨 ル ド | 勝 率 | 打 者 | 投 球 回 | 被 安 打 | 被 本 塁 打 | 与 四 球 | 敬 遠 | 与 死 球 | 奪 三 振 | 暴 投 | ボ 丨 ク | 失 点 | 自 責 点 | 防 御 率 | W H I P |
| --------- | --------- | ----- | ----- | ----- | ----- | -------- | ----- | ----- | -------- | ----------- | ----- | ----- | -------- | -------- | ----------- | -------- | ----- | -------- | -------- | ----- | -------- | ----- | -------- | -------- | ------- |
| 1991      | 西武      | 1     | 0     | 0     | 0     | 0        | 0     | 0     | 0        | --          | ----  | 12    | 2.0      | 5        | 0           | 1        | 0     | 0        | 1        | 1     | 0        | 4     | 4        | 18.00    | 3.00    |
| 通算：1年 | 通算：1年 | 1     | 0     | 0     | 0     | 0        | 0     | 0     | 0        | --          | ----  | 12    | 2.0      | 5        | 0           | 1        | 0     | 0        | 1        | 1     | 0        | 4     | 4        | 18.00    | 3.00    |

### 記録
- 初登板：1991年10月13日、対ロッテオリオンズ26回戦（川崎球場）

### 背番号
- 74 （1988年 - 1990年）
- 68 （1991年 - 1992年）
- 05 （1993年 - 2010年）